# MoonRun
Le MoonRun est un type d'équipement spécialisé pour l'exercice aérobic en salle utilisant l'entraînement virtuel. Jonathan Hoffman, kinésithérapeute, en est le créateur. On peut suspendre le MoonRun à une porte, un crochet au mur ou une poutre, de la même manière que pour d'autres appareils d'entraînement en suspension comme le système TRX.

## Présentation
Le MoonRun est un type de système d'entraînement en suspension qui apprend au corps à développer la capacité aérobic, la stabilité du tronc, la flexibilité, l'équilibre et la force. Il utilise des capteurs de mouvement et un système élastique, et il est conçu pour assurer un entraînement physique de haute intensité mais à faible impact. L'équipement permet des mouvements physiques naturels tels que la course, la marche, le sprint, les sauts, les virages et les squats dans un environnement d'entraînement virtuel.
Le MoonRun peut être utilisé par des athlètes professionnels pour améliorer leurs performances, mais aussi par des personnes qui ne peuvent pas faire de sport en raison d'une blessure physique ou d'un manque de forme. Les développeurs peuvent également créer de nouveaux mondes d'exercices d'entraînement virtuel pour les utilisateurs et les ajouter aux fonctionnalités de l'équipement,.

## Historique
Le MoonRun a été inventé en 2016 par Jonathan Hoffman, un physiothérapeute formé en Australie et chercheur en mouvement corporel à Tel Aviv, en Israël. Il a fondé MoonRun lorsqu'il a voulu développer un nouveau système d'entraînement en suspension pour l'aérobic en salle.
Hoffman a également inventé CoreAlign, un outil d'entraînement utilisé par des athlètes comme Cristiano Ronaldo.